# Kerivoula africana
Kerivoula africana (Dobson, 1878) è un pipistrello della famiglia dei Vespertilionidi endemico della Tanzania.

## Descrizione

### Dimensioni
Pipistrello di piccole dimensioni, con la lunghezza della testa e del corpo di 69 mm, la lunghezza dell'avambraccio di 28 mm, la lunghezza della coda di 34 mm, la lunghezza del piede di 6 mm, la lunghezza delle orecchie di 13 mm.

### Aspetto
La pelliccia è lunga, lanosa ed arricciata. Le parti dorsali variano dal bruno-grigiastro al grigio-brunastro, talvolta con delle striature argentate e con la base dei peli nerastra, mentre le parti ventrali sono leggermente più chiare. Il muso è stretto, privo di peli tra i piccolissimi occhi, con dei lunghi peli sulle ghiandole ai lati del muso ed il labbro superiore frangiato. Le orecchie sono corte, ben separate tra loro, a forma di imbuto e marroni chiare. Il trago è lungo ed appuntito. Le membrane alari sono marroni scure. La lunga coda è completamente inclusa nell'ampio uropatagio.

## Biologia

### Comportamento
Un maschio e tre femmine gravide sono stati osservati rifugiarsi insieme aggrappandosi a rami di epifite a circa 2,5 metri dal suolo.

### Alimentazione
Si nutre di insetti.

## Distribuzione e habitat
Questa specie è conosciuta soltanto lungo le coste orientali della Tanzania.
Vive nelle foreste costiere e collinari sempreverdi e semi-sempreverdi sia umide che secche.

## Conservazione
La IUCN Red List, considerato l'areale molto ridotto, la popolazione ristretta in tre località e l'estensione del proprio habitat in declino, classifica K.africana come specie in pericolo di estinzione (Endangered).